# Kotiryssä
Kotiryssä era un contacto privado soviético para políticos y personas influyentes sociales finlandeses.

## General
Por lo general, los rusos locales eran diplomáticos en la embajada soviética. Los representantes de la llamada “línea del partido” fueron considerados contactos especialmente valiosos. Estos oficiales de la KGB, que ocupaban puestos diplomáticos, proporcionaban un vínculo directo con el Partido Comunista Soviético y su Comité Central. Los presidentes finlandeses Urho Kekkonen y Mauno Koivisto mantuvieron sus contactos con Moscú directamente a través del jefe o residente del KGB en Helsinki en ese momento.

## Historia de la designación
Se desconoce el origen o inventor del término "Kotiryssä". Se dice que en algún momento de los primeros años de la Sociedad Paasikivi, el asesor legislativo Lars Dufholm le preguntó a Jan-Magnus Jansson: "¿Tienes alguna casa?" (¿Tienes un rifle en casa?). También se afirma que el periodista Erkki Raatikainen fue uno de los primeros en utilizar la palabra.
La palabra "kotiryssä" probablemente llamó la atención del público en general por primera vez en 1981 en el libro Tamminiemen pesänjakajat, publicado bajo el seudónimo de Lauantaiseura. El libro reveló al público en general el alcance y el carácter sistemático de la institución doméstica rusa. Según el libro, el origen del sistema ruso basado en el hogar se debió a la mala conciencia de los políticos finlandeses con respecto al trato a Boris Yartsev, el secretario de estado de la embajada soviética, antes de la Guerra de Invierno de 1938-1939.

Todo líder progresista de partidos e industrias, diputado, político o líder juvenil intenta conseguir su propia persona de contacto en Tehtaankatu. Los más importantes la consiguen sin proponérselo, por iniciativa de la Embajada. Los políticos llaman a estas personas de contacto "personas residentes". Estas personas son invitadas regularmente a comer con ellos, a la sauna del Palace, del Hesperia o de la oficina del partido, y a veces también a su casa, a su villa de verano o a esquiar en el bosque de Laponia. Estas personas, a su vez, se aseguran de ser invitadas regularmente a la recepción y a la sauna de la Embajada.
Los divisores de nidos de Tamminin

## La naturaleza y las actividades de la organización Home Russian
Según los cálculos del investigador Kimmo Rentola, a finales de los años 70 en la organización local Tehtaankatu había diez mantenedores de contactos, cuyos objetivos eran casi 70 finlandeses. La lista contiene superposiciones, ya que un oficial de enlace de Tehtaankatu podría ocuparse de varios objetivos finlandeses. El más activo fue el secretario de la embajada, Albert Akulov, que tenía 24 contactos finlandeses. Quizás el miembro más famoso de la policía secreta fue Viktor Vladimirov, residente de la KGB durante mucho tiempo en la embajada soviética en Helsinki, que mantuvo contacto, entre otros, con el presidente Kekkonen y algunos otros políticos importantes y figuras influyentes. El nombre Vladimirivo también se hizo conocido por el público en general en Finlandia a través del libro Tamminiemimen pesänjakajat [Los divisores de los estados].
Según una evaluación realizada por la Policía de Seguridad en la década de 1970, en el “clima alérgico de Finlandia”, a menudo era extremadamente difícil para un funcionario rechazar cortésmente las sugerencias de un interlocutor que lo presionaba para que actuara de una manera simpática hacia la Unión Soviética. Por otra parte, los finlandeses que trataban con el KGB podían imaginar fácilmente que podían influir recíprocamente en las decisiones de Moscú. Según el libro Tamminiemien pesänjakajat (Los divisores de los estados de Tamminiemi), a principios de los años 1980, el deseo de los líderes políticos finlandeses de informar era "tan intenso que el jefe de la Policía de Seguridad, Seppo Tiitinen, tuvo que pronunciar un discurso de reprimenda ante el Comité Parlamentario de Asuntos Exteriores que visitaba Supo sobre los peligros del sistema de trabajo desde casa y la pereza".
Según Keijo Korhonen, quien fue subsecretario de Estado del Ministerio de Asuntos Exteriores, los representantes del KGB que operan en Helsinki fueron sometidos a un control muy estricto y a un entrenamiento minucioso en Moscú. Tuvieron que seguir la línea oficial del gobierno soviético sin compromisos, y aquellos inclinados al pensamiento independiente fueron probablemente eliminados en una etapa temprana, según la evaluación de Korhonen. Según Korhonen, cuando discutían con ellos sobre política internacional, la parte finlandesa tenía la sensación de haber leído el Pravda o el periódico alemán del Este Neues Deutschland. La interacción entre los rusos y sus contactos finlandeses se mantuvo en el nivel diplomático; la amistad personal estaba fuera de cuestión, según Korhonen.
Según el Dr. Jukka Tarkka, los debates que se gestionaron de manera hábil sobre asuntos internos resultaron, en el mejor de los casos, beneficiosos para Finlandia. 
Altos funcionarios del KGB ofrecieron a sus contrapartes finlandesas información directa sobre el pensamiento y los planes del lado soviético. Una perspectiva que mejora la previsión política fue generada, por ejemplo, a partir de las discusiones del Presidente de la Confederación de Empleadores Finlandeses, Päiviö Hetemäki, sobre las soluciones de integración occidental y la política de neutralidad de Finlandia, en conversaciones con Albert Akulov y Mihail Kotov, así como por los contactos del Director Ejecutivo de la Delegación Empresarial, Max Jakobson, con Viktor Vladimirov durante la campaña presidencial a principios de los años 1980.

## El declive de las instituciones domésticas rusas
En 2015, Helsingin Sanomat reportó que la presencia de los rusos locales había prácticamente desaparecido. El equipo de la embajada rusa ya no se comunica con políticos ni con periodistas finlandeses. Según Max Jakobson, el cambio comenzó a finales de 1984, cuando el destacado Viktor Vladimirov fue llamado de nuevo a Moscú y reemplazado por el invisible Feliks Karasev.

## Rusos domésticos conocidos
- Viktor Vladimirov - oficial de la KGB[11]
- Felix Karasev – oficial de la KGB, reemplazó a Vladimirov en 1985.
- Vladimir Stepanov – Oficial de la KGB y embajador[12]
- Serguéi Ivanov – Oficial de la KGB[13]

## Enlaces
- ¿Están los rusos volviendo a los bastidores de la política finlandesa? Archivo de puntos A de Yle.
- En casa. Radio Yle.
- Husryss

- Datos: Q5400105